# 神山裕紀
神山 裕紀（こうやま ゆき、11月13日 - ）は、日本の女性声優。熊本県出身。マウスプロモーション所属。
主な代表作に『アキの奏で』（須藤美園）がある。

## 来歴
2011年、青二プロダクション附属俳優養成所東京校 入所。2012年、青二プロダクション所属。
2017年、マウスプロモーションに移籍。

## 人物
方言は熊本弁。趣味・特技は写真を撮ること、紅茶を飲むこと、バスケットボール。
高校時代に友人の前で披露していたイラストは独特である。『崖の上のポニョ』が上映されて間もない頃に描いたイラストがボニョっと、ブニョっとしていたことから、一部の友人からボブと呼ばれていた。

## 出演

### テレビアニメ
- 愛玩怪獣（2018年）
- 終電後、カプセルホテルで、上司に微熱伝わる夜。（2018年、客、女性社員、会場スタッフ、会場の女性客）
- 世話やきキツネの仙狐さん（2019年）[3]
- BanG Dream! Ave Mujica（2025年、司会[4]、タレント[4]、にゃむ 弟[4]）
- ホテル・インヒューマンズ（2025年、バーテンダー[4]）
- 真・侍伝 YAIBA（2025年、女の子[5]）

### 劇場アニメ
- アキの奏で（2015年、須藤美園）
- 映画コラショの海底わくわく大冒険!（2019年）
- 天気の子（2019年）[6]

### webアニメ
- ガールフレンド（♪）（2016年、女子生徒）
- マウスどうぶつえん（マウスショップオリジナルアニメ、ダルメシアンのゆき / マウスプロホワイト）

### ゲーム
- オトカドール（2015年、妖精フィクル）
- ペルソナ4 ダンシング・オールナイト（2015年）
- ゴシックは魔法乙女（2015年、最終鬼畜兵器）
- 追憶の青（2016年）
- 放置少女〜百花繚乱の萌姫たち〜（2017年 - 2019年、曹丕、司馬師、魏延）
- 美容師デビュー物語 トップスタイリストをめざそう!（2018年）
- メリーガーランド　美少女放置[7]（2019年）
- ナナカゲ〜７つの王国と月影の傭兵団〜[8]（2019年、アルティ 他）
- ファイアーエムブレム 風花雪月（2019年）
- CODE VEIN[9]（2019年）
- 誓約少女 〜祝砲の元に集いし戦姫たち〜（2022年、夕張）

### ドラマCD
- MAUSU THEATER

### オーディオブック
- Audible 青春ブタ野郎はナイチンゲールの夢を見ない

### 吹き替え
- フリンチ: 怯んだら負け!（シニード）
- ゆかいなトラベラー、世界に行ってみた。（モニ）

### CMナレーション
- JAL機内ビデオ JAL旅ウォーク

### ラジオ
- みんなの作文（朗読）